# Music Stories〜ライブハウスからのそれぞれの物語〜
『Music Stories〜ライブハウスからのそれぞれの物語〜』（ミュージックストーリーズ～ライブハウスからのそれぞれのものがたり～）は、JFNCの制作により、JFN系列各局で2021年4月から2023年9月までの2年半に亘って放送されていたラジオ番組である。放送時間は毎週月曜 1:00 - 2:00（日曜深夜、日本標準時）または毎週日曜 4:00 - 5:00（日本標準時）に放送していた。
パーソナリティは萩原健太が務めた。
ネット局での番組宣伝では、『萩原健太 Music Stories』の表記となる場合があった。

## 概要
日本の音楽史をライブハウスを通して紐といていく番組としており、音楽関係者やライブハウス関係者などがゲスト出演するものだった。

## ネット局
2023年9月の放送終了時点。放送時間の早い順から記載。全局、「radiko」（プレミアム含む）で聴取可能だった。なお、注釈では多くの局のネット時間だった日曜 4:00 - 5:00 を放送終了時点での「当該時間帯」とし、別時間のネット局や放送期間中に打ち切られたネット局の当該時間帯の放送番組を表記している。

### 放送終了時点のネット局
| 放送対象地域   | 放送局名                                    | 放送時間                          | 放送期間                     | 遅れ日数     | 備考                       |
| -------------- | ------------------------------------------- | --------------------------------- | ---------------------------- | ------------ | -------------------------- |
| 青森県         | エフエム青森（AFB）                         | 毎週日曜 4:00 - 5:00              | 2021年4月4日 - 2023年9月24日 | 21時間先行   | [ 注 2 ]                   |
| 岩手県         | エフエム岩手（FM IWATE）                    | 毎週日曜 4:00 - 5:00              | 2021年4月4日 - 2023年9月24日 | 21時間先行   |                            |
| 宮城県         | エフエム仙台（Date fm）                     | 毎週日曜 4:00 - 5:00              | 2021年4月4日 - 2023年9月24日 | 21時間先行   |                            |
| 秋田県         | エフエム秋田（AFM）                         | 毎週日曜 4:00 - 5:00              | 2021年4月4日 - 2023年9月24日 | 21時間先行   |                            |
| 福島県         | エフエム福島（ふくしまFM）                  | 毎週日曜 4:00 - 5:00              | 2021年4月4日 - 2023年9月24日 | 21時間先行   |                            |
| 群馬県         | エフエム群馬（FM GUNMA）                    | 毎週日曜 4:00 - 5:00              | 2021年4月4日 - 2023年9月24日 | 21時間先行   |                            |
| 長野県         | エフエム長野（FM長野）                      | 毎週日曜 4:00 - 5:00              | 2021年4月4日 - 2023年9月24日 | 21時間先行   |                            |
| 富山県         | 富山エフエム放送（FMとやま）                | 毎週日曜 4:00 - 5:00              | 2021年4月4日 - 2023年9月24日 | 21時間先行   |                            |
| 石川県         | エフエム石川（HELLO FIVE）                  | 毎週日曜 4:00 - 5:00              | 2021年4月4日 - 2023年9月24日 | 21時間先行   |                            |
| 福井県         | 福井エフエム放送（FM FUKUI）                | 毎週日曜 4:00 - 5:00              | 2021年4月4日 - 2023年9月24日 | 21時間先行   |                            |
| 岐阜県         | エフエム岐阜（FM GIFU）                     | 毎週日曜 4:00 - 5:00              | 2021年4月4日 - 2023年9月24日 | 21時間先行   |                            |
| 滋賀県         | エフエム滋賀（e-radio）                     | 毎週日曜 4:00 - 5:00              | 2021年4月4日 - 2023年9月24日 | 21時間先行   |                            |
| 岡山県         | 岡山エフエム放送（FM OKAYAMA）              | 毎週日曜 4:00 - 5:00              | 2021年4月4日 - 2023年9月24日 | 21時間先行   |                            |
| 広島県         | 広島エフエム放送（HFM）                     | 毎週日曜 4:00 - 5:00              | 2021年4月4日 - 2023年9月24日 | 21時間先行   |                            |
| 山口県         | エフエム山口（FMY）                         | 毎週日曜 4:00 - 5:00              | 2021年4月4日 - 2023年9月24日 | 21時間先行   |                            |
| 徳島県         | エフエム徳島（FM TOKUSHIMA）                | 毎週日曜 4:00 - 5:00              | 2021年4月4日 - 2023年9月24日 | 21時間先行   |                            |
| 香川県         | エフエム香川（FM香川）                      | 毎週日曜 4:00 - 5:00              | 2021年4月4日 - 2023年9月24日 | 21時間先行   |                            |
| 高知県         | エフエム高知（Hi-Six）                      | 毎週日曜 4:00 - 5:00              | 2021年4月4日 - 2023年9月24日 | 21時間先行   |                            |
| 佐賀県         | エフエム佐賀（FMS）                         | 毎週日曜 4:00 - 5:00              | 2021年4月4日 - 2023年9月24日 | 21時間先行   |                            |
| 長崎県         | エフエム長崎（FM Nagasaki）                 | 毎週日曜 4:00 - 5:00              | 2021年4月4日 - 2023年9月24日 | 21時間先行   |                            |
| 熊本県         | エフエム熊本（FMK）                         | 毎週日曜 4:00 - 5:00              | 2021年4月4日 - 2023年9月24日 | 21時間先行   |                            |
| 大分県         | エフエム大分（Air-Radio FM88）              | 毎週日曜 4:00 - 5:00              | 2021年4月4日 - 2023年9月24日 | 21時間先行   |                            |
| 鹿児島県       | エフエム鹿児島（μFM）                       | 毎週日曜 4:00 - 5:00              | 2021年4月4日 - 2023年9月24日 | 21時間先行   |                            |
| 沖縄県         | エフエム沖縄（FM沖縄）                      | 毎週日曜 4:00 - 5:00              | 2021年4月4日 - 2023年9月24日 | 21時間先行   |                            |
| 栃木県         | エフエム栃木（RADIO BERRY）                 | 毎週日曜 4:00 - 5:00              | 2021年4月5日 - 2023年9月24日 | 21時間先行   | [ 注 3 ]                   |
| 三重県         | 三重エフエム放送（レディオキューブ FM三重） | 毎週日曜 4:00 - 5:00              | 2022年4月3日 - 2023年9月24日 | 21時間先行   |                            |
| 兵庫県         | 兵庫エフエム放送（Kiss FM KOBE）            | 毎週日曜 22:00 - 23:00            | 2021年4月4日 - 2023年9月24日 | 3時間先行    | [ 注 4 ]                   |
| 島根県・鳥取県 | エフエム山陰（V-air）                       | 毎週月曜 1:00 - 2:00 （日曜深夜） | 2021年4月5日 - 2023年9月25日 | 基本配信時間 | [ 注 5 ]                   |
| 宮崎県         | エフエム宮崎（JOY FM）                      | 毎週月曜 1:00 - 2:00 （日曜深夜） | 2021年4月5日 - 2023年9月25日 | 基本配信時間 | [ 注 6 ]                   |
| 山形県         | エフエム山形（Rhythm Station）              | 毎週木曜 20:00 - 20:55            | 2021年4月4日 - 2023年9月28日 | 3日遅れ      | [ 注 7 ] [ 注 8 ] [ 注 9 ] |

### 放送期間中に打ち切られたネット局
| 放送対象地域 | 放送局名                         | 放送時間                          | 放送期間                      | 遅れ日数   | 備考                |
| ------------ | -------------------------------- | --------------------------------- | ----------------------------- | ---------- | ------------------- |
| 新潟県       | エフエムラジオ新潟（FM-NIIGATA） | 毎週日曜 2:00 - 3:00 （土曜深夜） | 2021年4月4日 - 2022年9月25日  | 23時間先行 | [ 注 10 ]           |
| [ 注 11 ]    | interfm                          | 毎週日曜 10:00 - 11:00            | 2021年10月3日 - 2022年9月25日 | 15時間先行 | [ 注 12 ] [ 注 13 ] |
| 愛知県       | エフエム愛知（FM AICHI）         | 毎週木曜 2:00 - 3:00 （水曜深夜） | 2021年4月8日 - 2022年6月30日  | 3日遅れ    | [ 注 14 ]           |